# Peter Gröschler
Peter Gröschler (* 25. Juni 1967 in Passau) ist ein deutscher Jurist und Hochschullehrer an der Johannes Gutenberg-Universität Mainz.

## Leben
Gröschler studierte ab 1987 Rechtswissenschaften an der Universität Passau. Dort legte er 1991 auch sein Erstes Juristisches Staatsexamen ab. Anschließend folgte seine Promotion bei Ulrich Manthe, die er noch vor seinem Zweiten Staatsexamen ebenfalls in Passau abschloss. Im Rahmen eines Forschungsaufenthaltes des DAAD entstanden Teile der Arbeit an der Universität Catania. 1995 legte er in Passau sein Zweites Staatsexamen ab, um sich anschließend seiner Habilitation zu widmen.
Im Wintersemester 2000/01 vertrat Gröschler einen Lehrstuhl an der Universität Heidelberg und schloss seine Habilitation endgültig ab. Damit erwarb er die venia legendi für die Fächer Bürgerliches Recht, Römisches Recht und Privatrechtsgeschichte der Neuzeit. Seit dem Sommersemester 2001 hat er den Lehrstuhl für Bürgerliches Recht und Römisches Recht an der Universität Mainz inne. Seit 2006 ist er zudem regelmäßiger Gastprofessor an der Universität Trient in Italien.
Gröschlers Forschungsschwerpunkte liegen vor allem im antiken Bank- und Wirtschaftsrecht, der Zivilrechtsgeschichte und dem Kreditsicherungsrecht.

## Werke (Auswahl)
- Die tabellae-Urkunden aus den pompejanischen und herkulanensischen Urkundenfunden. Duncker & Humblot, Berlin 1997, ISBN 3-428-08921-9 (Dissertation).
- Actiones in factum. Eine Untersuchung zur Klage-Neuschöpfung im nichtvertraglichen Bereich. Duncker & Humblot, Berlin 2002, ISBN 3-428-10963-5 (Habilitationsschrift).